# دوسي محمد
دوسي محمد علي (بالإنجليزية: Dusé Mohamed Ali) ـ (21 نوفمبر 1866 - 25 يونيو 1945)، ناشط سياسي وممثل وكاتب مسرحي ومؤرخ وصحفي مصري سوداني بريطاني. اشتهر بنزعته المتحمسة إلى القومية الأفريقية، وأسس جريدة «أفريكان تايمز أند أورينت ريفيو» (بالإنجليزية: African Times and Orient Review) في لندن سنة يوليو 1912.
ولد دوسي في الإسكندرية لأب مصري وأم سودانية في 21 نوفمبر 1866، وقضى معظم حياته العملية في إنجلترا، إلى جانب فترات في الولايات المتحدة ونيجيريا، حيث أسس في نيجيريا جريدة «ذا كوميت» (الشهاب) في مدينة لاغوس.

## وصلات خارجية
- كتاب محمد علي دوسي في بلاد الفراعنة: تاريخ مختصر لمصر من سقوط إسماعيل إلى اغتيال بطرس باشا (1911) (بالإنجليزية)